# マーガレット・リヴィングストン
- マーガレット・リビングストン

マーガレット・リヴィングストン（Margaret Livingston、1895年11月25日 - 1984年12月13日）とは、サイレント映画期に活躍したアメリカ合衆国の女優、女性実業家。代表作はF・W・ムルナウ監督の『サンライズ』（1927年）。

## 生涯
ユタ州ソルトレイクシティの生まれ。本名はMarguerite Livingston。父はスコットランド移民のジョン・リヴィングストン、母はストックホルム出身のイーダ・リヴィングストン（旧姓Frome）、後に映画女優になる姉アイビーとともにソルトレイクシティで育つ。
1916年に映画デビュー。サイレント映画期に『サンライズ』など50本を越える作品、さらにをトーキーの時代になっても『夜の大統領』（1931年）など20本以上の映画に出演。『カナリヤ殺人事件』（1929年）のルイーズ・ブルックスなど、他の女優の声を吹き替えたこともある。
1931年8月18日、バンドリーダーのポール・ホワイトマンとコロラド州デンバーで結婚し、1934年に映画界から引退。以後は石油関連ベンチャーと不動産への投資、カリフォルニア州ウェストハリウッドのコロニアルハウスを共同で建設するなどした。子供はできなかったが4人の養子がいる。
1984年12月13日、ペンシルベニア州ウォーリントンで死去。89歳だった。

## 事件とその映画化
1924年11月の週末、新聞王ウィリアム・ランドルフ・ハーストの所有するヨットで映画プロデューサー・監督のトーマス・H・インスが怪死したが、リヴィングストンはそこにゲストとして招かれていた。その事件を映画化したピーター・ボグダノヴィッチ監督の『ブロンドと柩の謎』（2001年）でクラウディア・ハリソンが彼女の役を演じている。

## フィルモグラフィ
- The Chain Invisible (1916)
- Alimony (1917)
- Within the Cup (1918)
- 田舎漢 The Busher (1919) - クレジットなし
- All Wrong (1919)
- 悩ます影　Haunting Shadows (1919)
- 夫は何して?　What's Your Husband Doing? (1920)
- Water, Water, Everywhere (1920)
- Hairpins (1920)
- 野獣の主人　The Brute Master (1920)
- The Parish Priest (1920)
- 虚言を吐く唇　Lying Lips (1921)
- The Home Stretch (1921)
- Colorado Pluck (1921)
- Passing Through (1921)
- Eden and Return (1921)
- The Social Buccaneer (1923)
- 離 Divorce (1923)
- Love's Whirlpool (1924)
- 愛の曳船 'Wandering Husbands (1924)
- 子を忘れし母 Her Marriage Vow (1924)
- 胡蝶の如く Butterfly (1924)
- コーラス・ガール The Chorus Lady (1924) - 主演
- 命を売る男 Capital Punishment (1925)
- Up the Ladder (1925)
- 女難襲来 I'll Show You the Town (1925)
- 王冠より偉大なり Greater Than a Crown (1925)
- The Wheel (1925) -　主演
- 戦禍 Havoc (1925)
- After Marriage (1925) -　主演
- The Best People (1925)
- 怒号する天地 When the Door Opened (1925)
- 喧嘩両成敗 Wages for Wives (1925)
- The Yankee Señor (1926)
- 地獄四百丁目 Hell's Four Hundred (1926) - 主演
- 支那町見物 A Trip to Chinatown (1926) - 主演
- 青鷲 The Blue Eagle (1926)
- Womanpower (1926)
- 太洋の狼 Breed of the Sea (1926)
- モガ地獄 Slaves of Beauty (1927)
- 眩惑三味 Secret Studio (1927)
- 砂漠の狂恋 Lightning (1927)
- Married Alive (1927)
- The Girl from Gay Paree (1927)
- サンライズ Sunrise (1927)
- American Beauty (1927)
- Streets of Shanghai (1927)
- 男性の敵 A Woman's Way (1928) -主演
- Mad Hour (1928)
- The Scarlet Dove (1928)
- 運命 Wheel of Chance (1928)
- 闇を行く The Way of the Strong (1928)
- Say It With Sables (1928)
- Through the Breakers (1928) - 主演
- Beware of Bachelors (1928)
- パリのしゃれ者 His Private Life (1928)
- パリのアパッシュ The Apache (1928) - 主演
- 最後の警告 The Last Warning (1929)
- Dreary House (1928)
- The Bellamy Trial (1929)
- カナリヤ殺人事件 The Canary Murder Case (1929) - ルイーズ・ブルックスの声の吹き替え（クレジットなし）
- 三面記事の女 The Office Scandal (1929)
- 疑惑の渦 The Charlatan (1929)
- レビューのパリっ子 Innocents of Paris (1929)
- The Girl Who Wouldn't Wait (1929) - 主演
- 今夜12時 Tonight at Twelve (1929) - 主演
- Acquitted (1929)
- Two O'Clock in the Morning (1929)
- 七つの鍵 Seven Keys to Baldpate (1929)
- Murder on the Roof (1930)
- For the Love o' Lil (1930)
- 陽気な後家さん What a Widow! (1930)
- ビッグ・マネー Big Money (1930)
- 霧の夜嵐 The Lady Refuses (1931)
- お転婆キキ Kiki (1931)
- God's Gift to Women (1931)
- 夜の大統領（英語版） Smart Money (1931)
- Broadminded (1931)
- ミス・ダイナマイト Call Her Savage (1932)
- マダムと踊子 Social Register (1934)

## 文献
- “Margaret Livingston: "The Other Woman"”. Films in Review (National Board of Review of Motion Pictures) 36. (1985).